# Eglersried

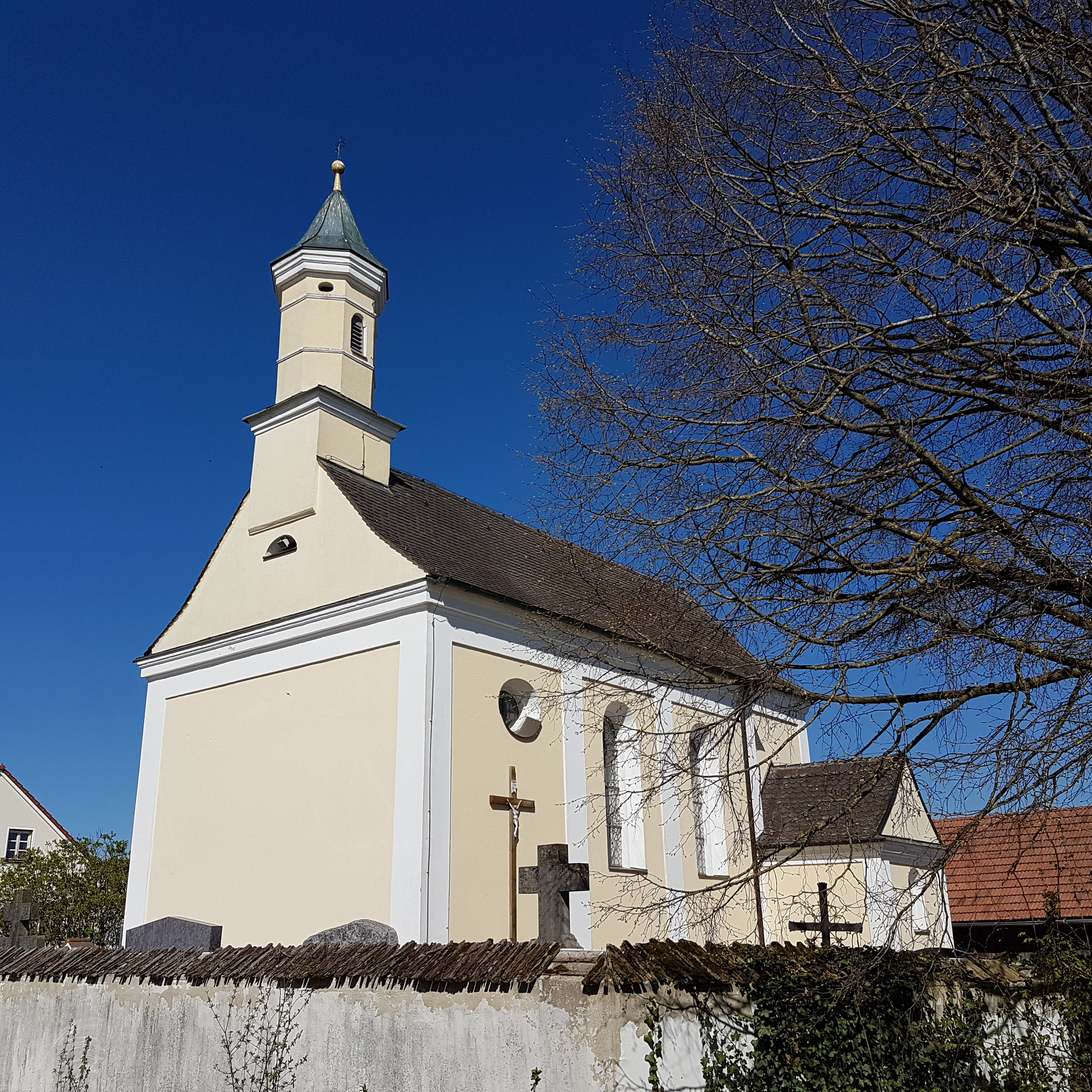
St. Katharina und Anna in Eglersried

Eglersried ist ein Ortsteil des Marktes Markt Indersdorf, der circa 39 Kilometer nordwestlich von München im oberbayerischen Landkreis Dachau liegt.

## Geschichte
Der zur Pfarrei Weichs gehörende Weiler wurde 1147 erstmals urkundlich mit einem Egelolf von Eglofsried genannt. 1580 wurde der Ortsname „Öglsried“ geschrieben.
Eine alte Kirche war 1690 baufällig, wurde neu gebaut und 1694 St. Katharina geweiht. Die Altäre stammen noch aus dieser Zeit.

## Gemeindegebietsreform
Bis zur Neugliederung der bayerischen Gemeinden war Eglersried ein Ortsteil der Gemeinde Ainhofen. 
Am 1. Januar 1972 wurde Eglersried der Gemeinde Markt Indersdorf zugeordnet.